# Greenfield (Illinois)
Greenfield je grad u američkoj saveznoj državi Ilinois. Prema popisu stanovništva iz 2010. u njemu je živjelo 1.071 stanovnika.